# كريستيان س. أ. لانج
كريستيان س. أ. لانج (بالنرويجية البوكمول: Christian C.A. Lange)‏ هو مؤرخ نرويجي، ولد في 13 أغسطس 1810 في باروم في النرويج، وتوفي في 10 مايو 1861 في أوسلو في النرويج.